# Bursaphelenchus
Bursaphelenchus is een geslacht van rondwormen, die tot de orde Aphelenchida behoort. De meeste zijn obligate fungivoren, maar sommige voeden zich met hout, zoals de soorten Bursaphelenchus cocophilus en de dennenhoutnematode, die een economisch belangrijke plaag van respectievelijk kokospalmen en pijnbomen zijn. Doordat de Bursaphelenchus-soorten meestal moeilijk van elkaar te onderscheiden zijn,  valt het hele geslacht in sommige landen onder de quarantaine organismen. Waar dit niet het geval is, worden deze rondwormen gebruikt als modelorganisme in de ontwikkelingsbiologie, ecologie en genetica.

## Ecologie
Tot de Bursaphelenchus behoren een hermafrodiete soort, Bursaphelenchus okinawaensis en meer dan 100 beschreven gonochoristische (met vrouwtjes en mannetjes) soorten. Ze leven in de bodem of rottend hout en voeden zich met het hout zelf of met daarin voorkomende schimmeldraden, zoals die van de grauwe schimmel (Botrytis cinerea). Ze zijn soms nuttig wanneer ze de hoeveelheid schimmel in het hout verminderen, maar wanneer ze van het plantenweefsel leven veroorzaken ze de dood van de aangetaste bomen.
Deze nematoden zijn foresisch en worden door insecten verspreid als dauerlarven. Betrokken insectensoorten omvatten schorskevers, kevers, Lamiinae, zoals Monochamus en in de grond nestelende bijen.

## Soorten
Een aantal soorten zijn:
- Bursaphelenchus abietinus Braasch & Schmutzenhofer, 2000
- Bursaphelenchus abruptus
- Bursaphelenchus africanus Braasch, et al., 2007
- Bursaphelenchus anatolius
- Bursaphelenchus antoniae
- Bursaphelenchus arthuri
- Bursaphelenchus borealis
- Bursaphelenchus chitwoodi
- Bursaphelenchus clavicauda
- Bursaphelenchus cocophilus
- Bursaphelenchus conicaudatus
- Bursaphelenchus doui
- Bursaphelenchus eggersi
- Bursaphelenchus eremus
- Bursaphelenchus fraudulentus
- Bursaphelenchus fungivorus Franklin & Hooper, 1962
- Bursaphelenchus gerberae
- Bursaphelenchus hellenicus Skarmoutsos, Braasch & Michalopoulou, 1998
- Bursaphelenchus hildegardae
- Bursaphelenchus hofmanni Braasch, 1998
- Bursaphelenchus hunti

- Bursaphelenchus hylobianum
- Bursaphelenchus kevini
- Bursaphelenchus mucronatus
- Bursaphelenchus okinawaensis Kanzaki, et al., 2008
- Bursaphelenchus paracorneolus
- Bursaphelenchus parvispicularis
- Bursaphelenchus pinasteri
- Bursaphelenchus piniperdae Fuchs, 1937
- Bursaphelenchus platzeri
- Bursaphelenchus poligraphi
- Bursaphelenchus rainulfi
- Bursaphelenchus sachsi
- Bursaphelenchus seani Giblin & Kaya, 1983
- Bursaphelenchus sexdentati Rühm, 1960
- Bursaphelenchus sinensis
- Bursaphelenchus singaporensis
- Bursaphelenchus thailandae
- Bursaphelenchus tusciae
- Bursaphelenchus vallesianus
- Bursaphelenchus xylophilus
- Bursaphelenchus yongensis